# 杨兆鹤
杨兆鹤（？—？），陕西凤翔人，是一名清朝政治人物。
杨兆鹤曾于1794年接替张思甸任金山县知县一职，1795年由陈观国接任。